# Menchu Gal
Menchu Gal, geboren als Carmen Gal Orendain (* 7. Januar 1919 in Irún, Gipuzkoa; † 12. März 2008 in San Sebastián), war eine spanische Malerin von Landschaften und Porträts mit besonderer Farbigkeit. 1959 erhielt sie als erste Frau den Concurso Nacional de Pintura, den spanischen Nationalpreis für Malerei.

## Leben
Sie wurde in einer wohlhabenden und kultivierten Familie geboren und erhielt ab dem Alter von sieben Jahren Zeichenunterricht bei dem Maler Gaspar Montes Iturrioz. Im Alter von 13 Jahren wurde sie für die IX Exposición de artistas noveles Guipuzcoanos (Ausstellung für junge Künstler aus Gipuzkoa) in San Sebastián ausgewählt. Im Jahr 1932 reiste sie nach Paris und schrieb sich an der Akademie des Malers Amédée Ozenfant ein. 1934 ging sie nach Madrid und trat in die Real Academia de Bellas Artes de San Fernando ein, wo Aurelio Arteta und Daniel Vázquez Díaz unterrichteten. Sie erhielt Privatunterricht bei Marisa Roesset Velasco und wohnte in der von María de Maeztu geleiteten Residencia de Señoritas.
Der Ausbruch des Bürgerkriegs zwang Menchu Gal und ihre Familie, nach Frankreich zu fliehen, wobei der Vater erkrankte und starb. Sie kamen in Salies-de-Béarn und später Tardets-Sorholus unter.
1943 kehrte sie nach Madrid zurück, wo Gutiérrez Solana sie mit Benjamín Palencia, Francisco San José, Rafael Zabaleta und Juan Manuel Díaz Caneja in Kontakt brachte, und sie schloss sich dem Kreis der Landschaftsmaler des El Convivio an, der Keimzelle der 1946 so genannten Escuela de Madrid.
Ihre Landschaftsbilder der Iberischen Meseta und ihrer baskischen Heimat wurden sehr bald zu einem Markenzeichen ihres Schaffens, das sie durch Porträts und Stillleben ergänzte.
Unter ihren zahlreichen Ausstellungsteilnahmen sind hervorzuheben: „El paisaje en la pintura española contemporánea“, organisiert von der Fundación Calouste Gulbenkian in Lissabon (1971), „Las mujeres en el arte español“ im Conde-Duque-Kulturzentrum in Madrid (1990) und „La Escuela de Vallecas y una nueva perspectiva del paisaje“ (1990) sowie ihre dreimalige Teilnahme an der Biennale di Venezia. 1986 organisierte das Museo San Telmo ihre erste Einzelausstellung. Über ihr langes Leben hinweg nahm sie an rund 70 Einzel- und 232 Gruppenausstellungen.
In ihrem letzten Lebensabschnitt förderte sie die jüngere Generation baskischer Maler sowie die Wiederbelebung der öffentlichen Wahrnehmung des Landschaftsmalers Gaspar Montes Iturrioz.
Neben dem Concurso Nacional de Pintura erhielt sie 2006 den jährlich von Eusko Ikaskuntza verliehenen „Manuel-Lekuona-Preis“, die Goldmedaille der Diputación Foral de Guipúzcoa und die Goldmedaille des Stadtrats von Irún. Ihre Werke sind in Sammlungen wie dem Museo de Bellas Artes de Bilbao und dem Museo Reina Sofía in Madrid zu sehen.
Sie starb 2008 in San Sebastián im Alter von 89 Jahren.
Im Januar 2010 wurde die Sala Menchu Gal im Gebäude des Hospital Sancho de Urdanibia  in Irún eingeweiht, wo die 2007 von der Stadtverwaltung erworbenen Werke Gals ausgestellt werden.
2019 waren ihre Arbeiten Teil der Gruppenausstellung Dibujantas, pioneras de la Ilustración im Museo ABC.